# Добровольська Аврелія-Цецилія Йосипівна
Аврелія-Цецилія Йосипівна Добровольська (22 листопада ( — 3 грудня 1942) — оперна (лірико-колоратурне сопрано) співачка та вокальний педагог.

## Життєпис
Народилася в сім'ї збіднілих польських дворян. Батько помер 1881 року за декілька місяців до народження доньки. 1889 року Аврелія переїхала з матір'ю до Москви, де закінчила 4-ту жіночу гімназію. У 1897—1902 роки навчалася співу в Московській консерваторії (клас Варвари Зарудної), яку закінчила зі срібною медаллю (в цей же рік із золотою медаллю закінчила консерваторію Антоніна Нежданова). З 1901 року постійно виступала у симфонічних та камерних концертах.
У 1902—1904 роках виступала в Товаристві приватної російської опери (театр Солодовнікова); дебютувала 11 вересня 1902 року в партії Тетяни — «Євгеній Онєгін» П. Чайковського. Влітку 1903 року співала в Московському театрі «Акваріум», восени 1904 року — у театрі «Ермітаж».

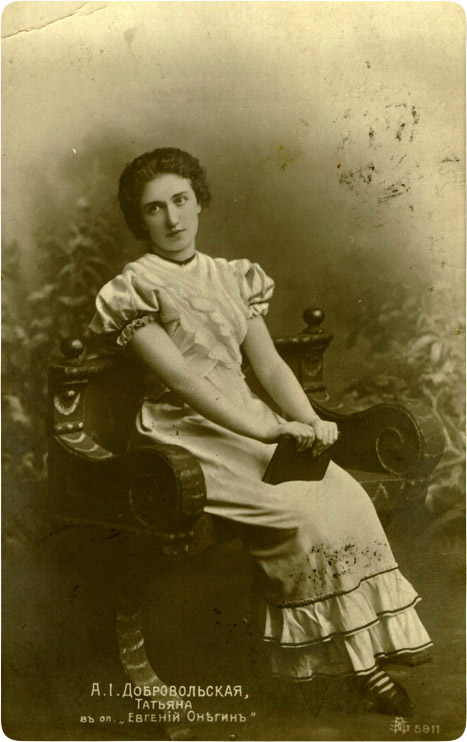
Аврелія Добровольська у ролі Тетяни («Євгеній Онєгін» Петра Чайковського), поч. XX ст.

17 квітня 1905 року дебютувала в партії Людмили («Руслан і Людмила») на сцені петербурзького Маріїнського театру. У 1906—1907 роках Аврелія Добровольська виступала в Петербурзі (з жовтня 1906 — в «Новій опері» А. А. Церетелі, потім в театрі «Акваріум», з квітня 1907 року — в Новому літньому театрі).
У 1907—1910 роках співала в оперному театрі Зиміна; дебютувала 21 лютого в партії Снігуроньки в однойменній опері Миколи Римського-Корсакова. Удосконалювалася у співі у Парижі (квітень—травень 1908, 1909) та Мілані (1909). 24 вересня 1909 року стала першою виконавицею партії Шемаханської цариці на російській сцені в опері «Золотий півник» Миколи Римського-Корсакова.
У 1910—1919 роках (у деяких джерелах — до 1921 року) була солісткою московського Большого театру; дебютувала в партії Лакме в однойменній опері ( Л. Деліба) . У 1911 році, два місяці займалася в Італії з М. Відал, у 1913 році — в Парижі, у М. Маркезі. У 1914 році на запрошення С. П. Дягилева брала участь у «Російських сезонах» у Парижі та Лондоні, зокрема у прем'єрі опери-балету « Золотий півник».

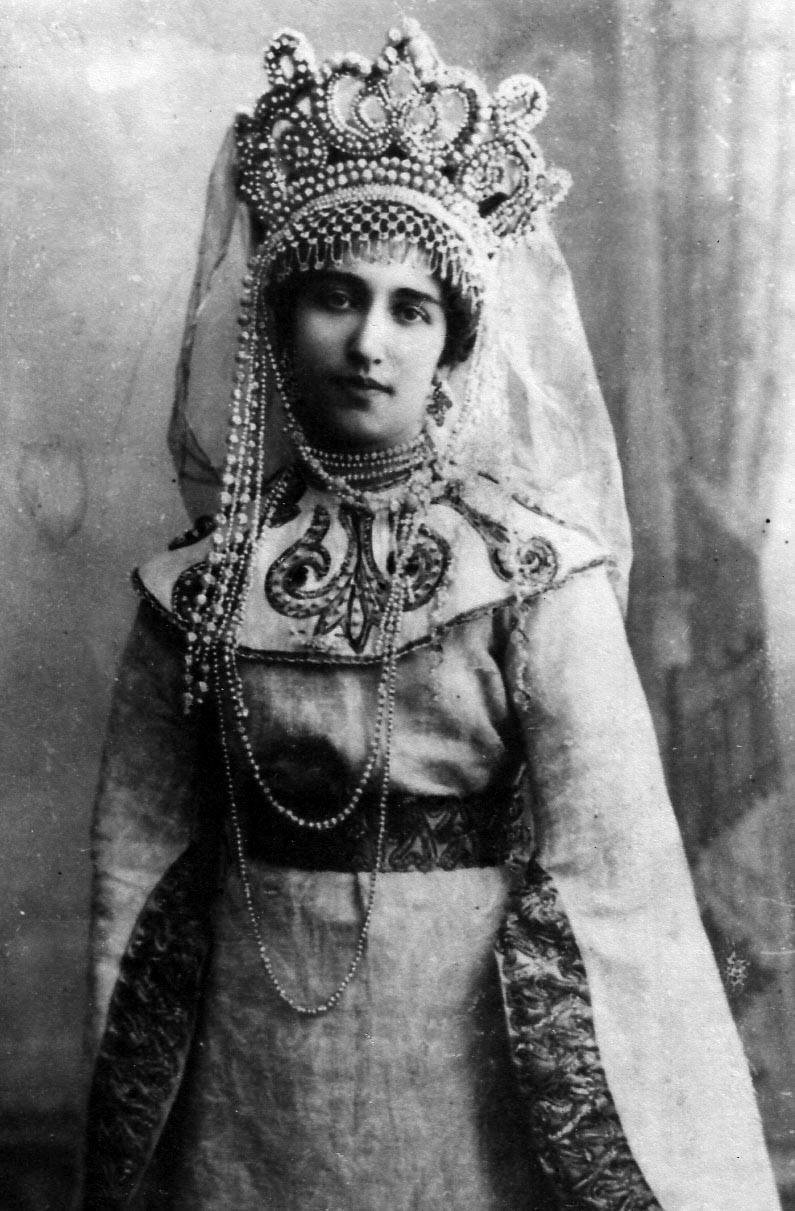
Аврелія Добровольська у ролі Людмили («Руслан і Людмила» Михайла Глінки), поч. XX ст.

Пізніше Аврелія Добровольська співала у театрі Московської Ради робітничих депутатів, у 1923—1925 роках — у театрі ім. А. В. Луначарського в Єкатеринбурзі, 1925 року — в Харківській опері.
Записувалася на грамплатівки (понад 50 творів) у Петербурзі («Колумбія», 1907) та Москві («Зонофон», 1907; «Грамофон», 1907—1908; «Пате», 1911; «Метрополь» (РАОГ), 1913; «Сирена», 1913)
Викладала у Новочеркаську (консерваторія, 1922), Москві (музична школа ім. С. В. Рахманінова, 1927—1930; музична школа ім. М. Фрунзе, 1930—1931).
Була двічі одружена: перший чоловік — інженер-хімік К. Ф. Бостанжогло; у 1923—1924 роках, працюючи за контрактом в Одеській опері, лікувала хворобу горла у відомого лікаря В. Ф. Дзірне і незабаром вийшла за нього заміж, 1925 року вони разом повернулися до Москви.
1936 року разом із заарештованим чоловіком Аврелія Добровольська переїхала до Кірова, де продовжила викладацьку діяльність (музична школа, 1936; Музичне училище, 1938—1941).
Влітку 1941 року В. Ф. Дзірне був повторно заарештований, а взимку була заарештована і Добровольська; 1942 року — розстріляна; 1959 року реабілітована  .
Співачки були присвячені твори — «Усю ніч капав дощик» У. Боголюбова (виконання в 1910 році) та Вальс «Дитина кохання» для фортепіано (op. 50) Ф. І. Детлафа.